# Brunfelsia obovata
Brunfelsia obovata är en potatisväxtart som beskrevs av George Bentham. Brunfelsia obovata ingår i släktet Brunfelsia och familjen potatisväxter. Utöver nominatformen finns också underarten B. o. coriacea.